# Fieseler Fi 156 Storch
Fieseler Fi 156 "Storch"  - foi um avião de combate utilizado na Segunda Guerra Mundial pela Alemanha.
Por ser um avião "para ir a qualquer lugar", o Storch esteve em todas as zonas de combate, desde o Ártico e a Frente Oriental até o Deserto Ocidental.

## História
O Storch ("cegonha") foi desenhado como avião de cooperação, resgate e reboque para o exército. Foi a primeira aeronave STOL (para decolagem e pouso em pistas curtas) da história. Muitos oficiais alemães de alto posto possuíam o seu Fi 156 pessoal, entre eles os marechais de campo Erwin Rommel e Albert Kesselring.
Mas este modelo é muito mais conhecido por seu dramático uso na Operação Carvalho, o resgate de Benito Mussolini, que estava nos Apeninos em setembro de 1943.  E também pelo voo de Hanna Reitsch, durante a batalha de Berlim, que transportou sob forte oposição de defesa antiaérea soviética em abril de 1945, Robert von Greim que havia sido convocado por Hitler para assumir o comando da Luftwaffe no lugar de Göring que havia sido demitido.

## Usuários
| \| - Alemanha - Bulgária - Camboja (pós-guerra) - Croácia - Eslováquia - Espanha - Finlândia - França (pós-guerra) - Grécia (pós-guerra) - Hungria - Itália - Iugoslávia \| - Laos (pós-guerra) - Noruega (pós-guerra) - Polônia (pós-guerra) - Reino da Iugoslávia - Reino Unido - Romênia - Suécia - Suíça - Tchecoslováquia (pós-guerra) - União Soviética - Vietnã do Sul (pós-guerra) \| | |
| - Alemanha - Bulgária - Camboja (pós-guerra) - Croácia - Eslováquia - Espanha - Finlândia - França (pós-guerra) - Grécia (pós-guerra) - Hungria - Itália - Iugoslávia | - Laos (pós-guerra) - Noruega (pós-guerra) - Polônia (pós-guerra) - Reino da Iugoslávia - Reino Unido - Romênia - Suécia - Suíça - Tchecoslováquia (pós-guerra) - União Soviética - Vietnã do Sul (pós-guerra) |

## Imagens

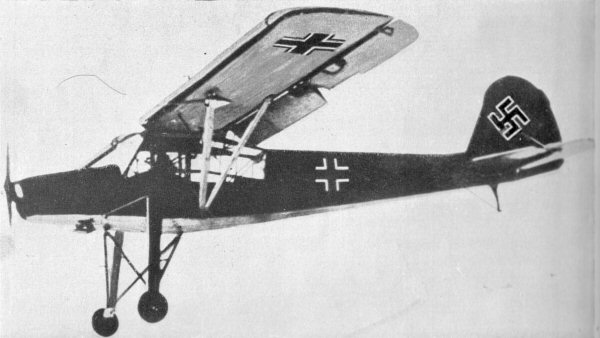
Fieseler Fi 156 com distintivos da Luftwaffe.
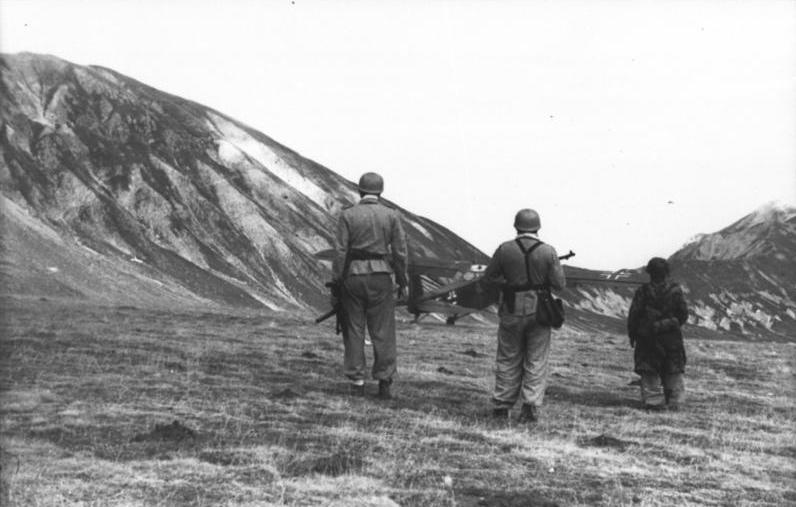
Gran Sasso 12 de Setembro de 1943: Pára-quedistas alemães que libertaram Mussolini. Ao fundo um Storch.

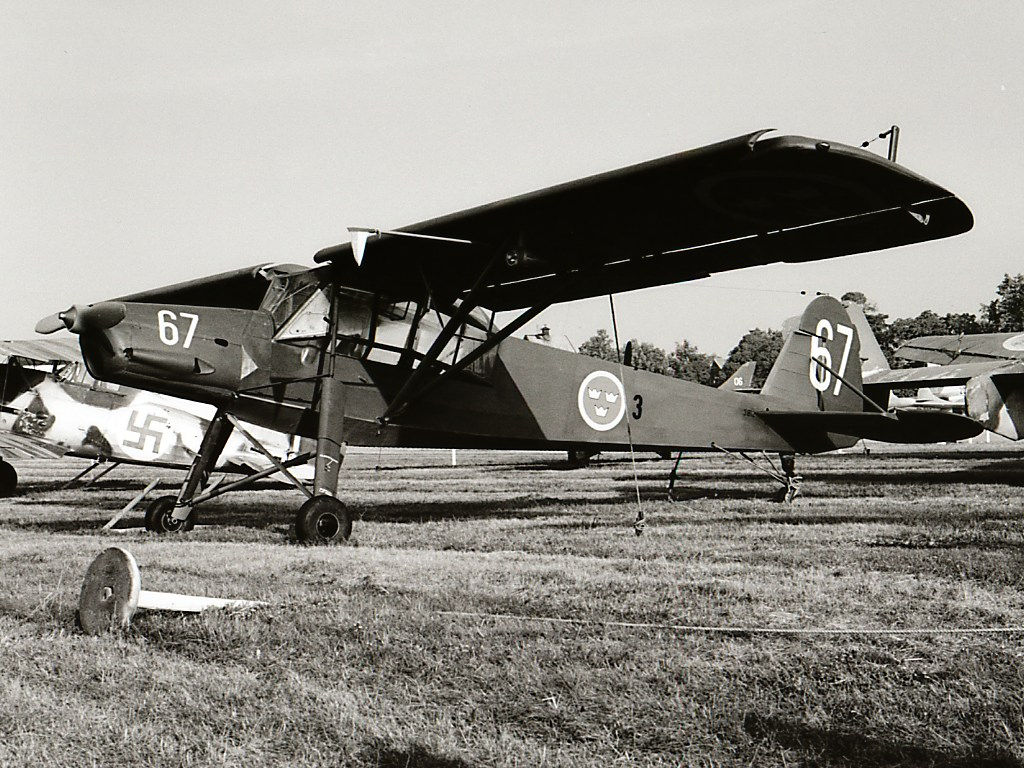
Fieseler Fi 156 da Força Aérea Sueca.
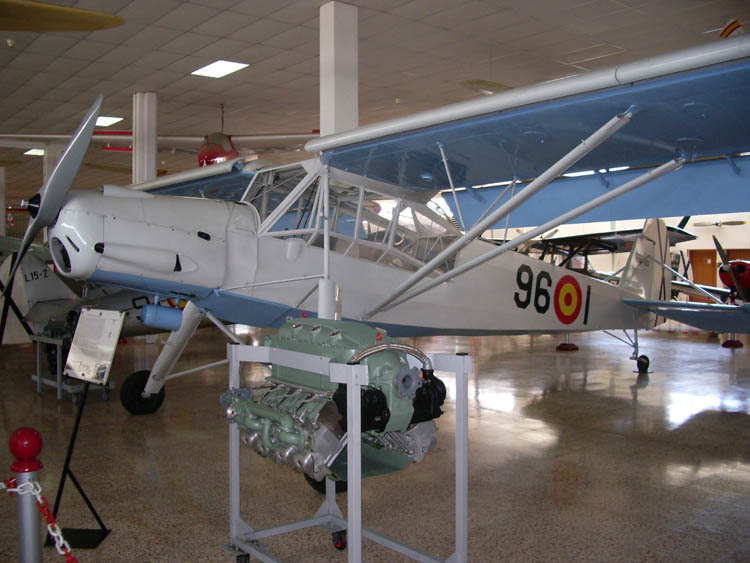
Storch da Força Aérea Espanhola no Museo del Aire, em Madri, junto a um motor Argus As 10.
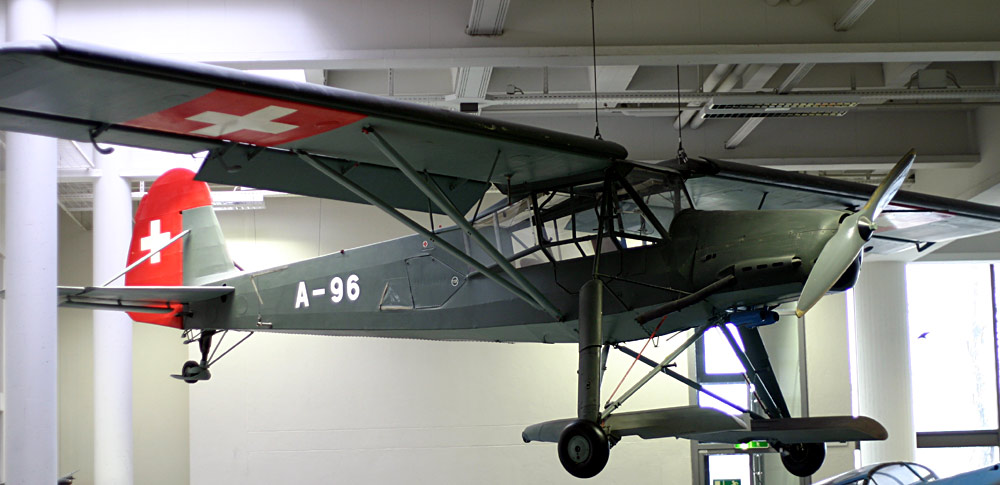
Fieseler Fi 156 da força aérea suíça no Deutsches Museum.

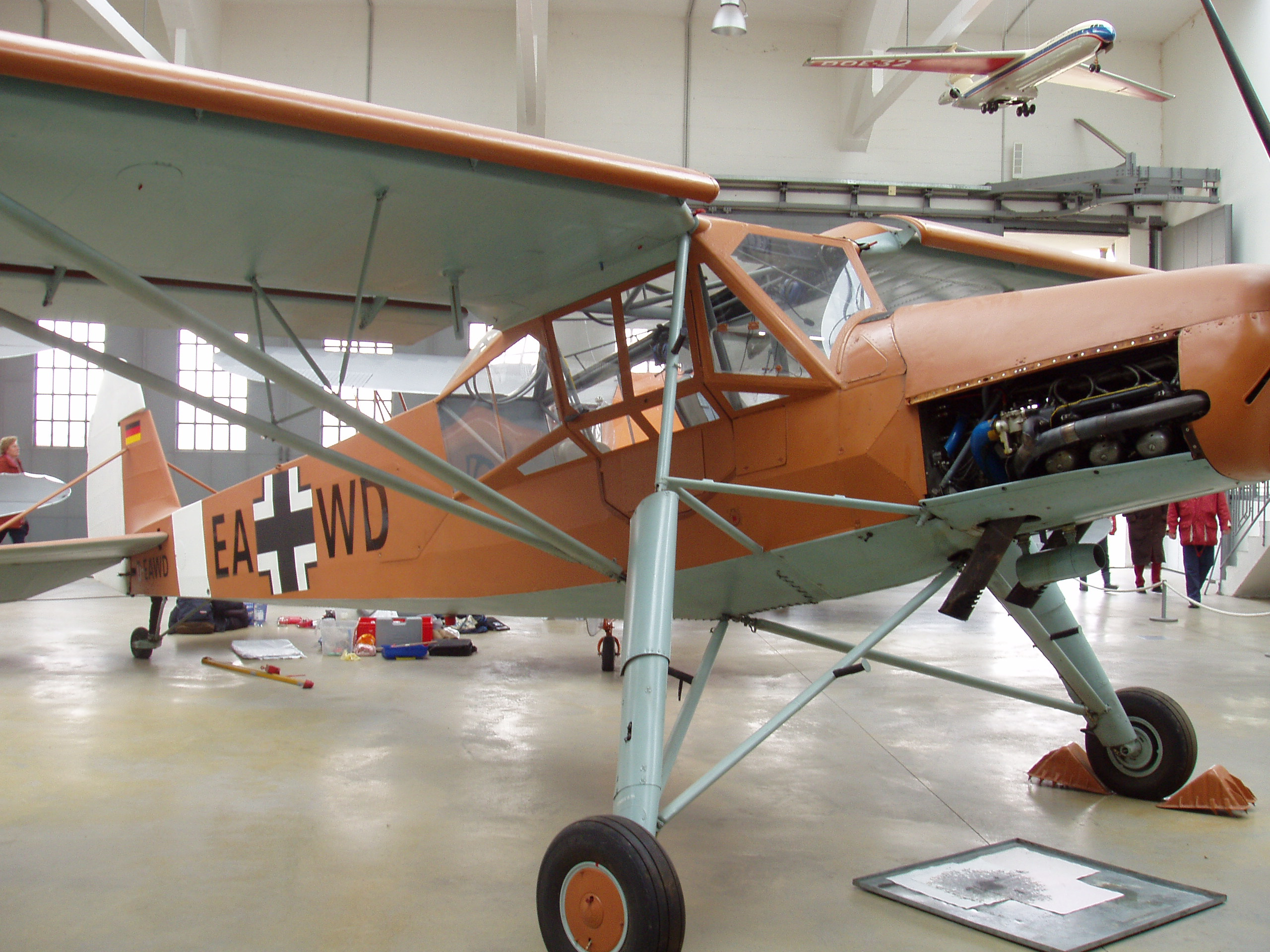
Fieseler Fi 156 no museu Flugwerft Schleißheim (pertencente ao Deutsches Museum). Este Storch encontra-se em condições de voo.
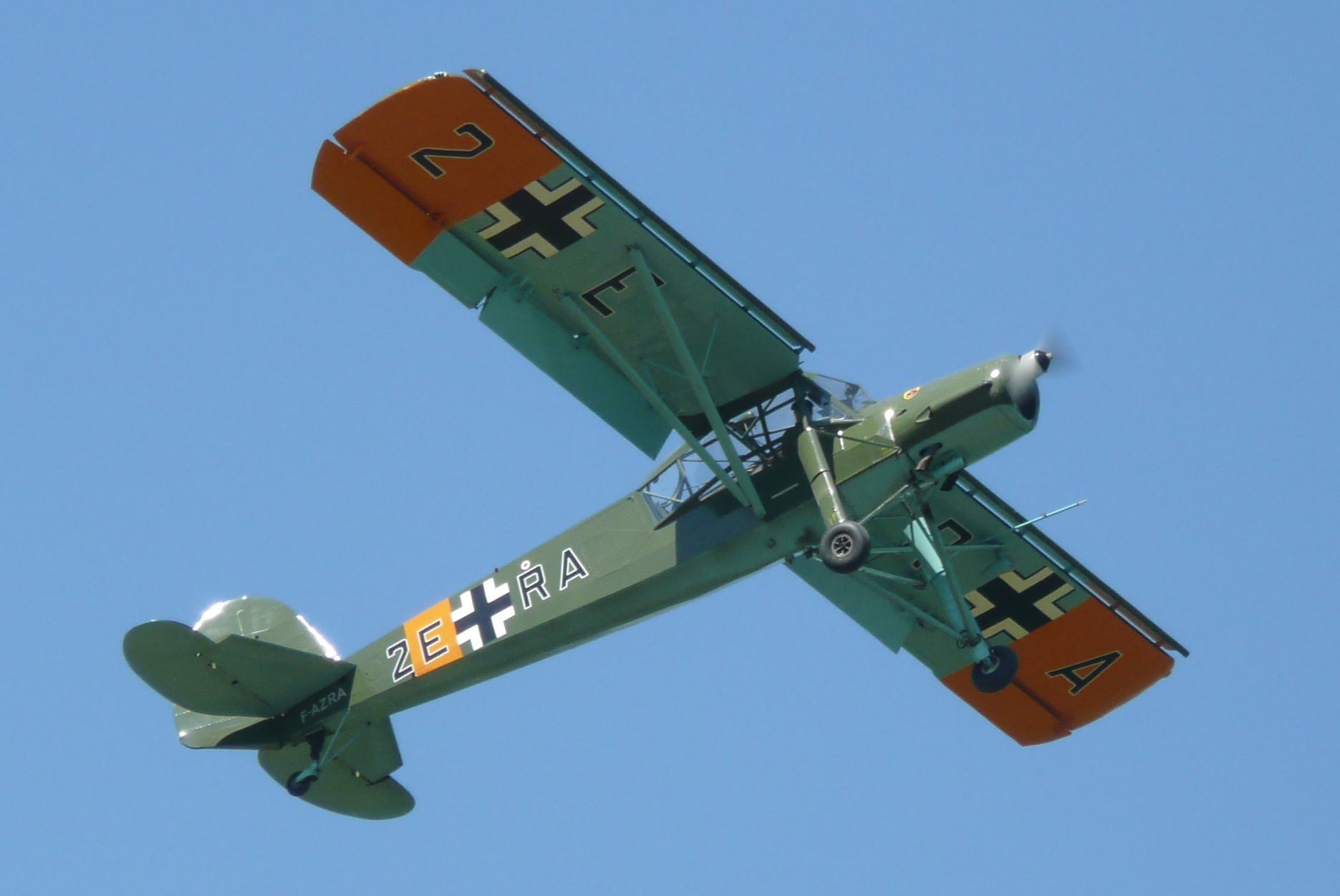
Storch na La Ferté-Alais air show[3] (24 de Maio de 2010).